# Julianstown
Julianstown (irisch: Baile Iúiliáin) ist ein Dorf im County Meath in der Provinz Leinster in Irland. Zur Volkszählung 2022 hatte es 701 Einwohner.

## Geografie
Julianstown liegt am Fluss Nanny (irisch: An Ainí), der bei Laytown, etwa 3 km entfernt, in die Irische See mündet.  Im Süden des Dorfes fließt der kleinere Fluss Bradan (irisch: An Bradan), der bei Mosney mündet. Es liegt in der Nähe von Drogheda an der Regionalstraße R132. Das Dorf hat  eine römisch-katholische und Church-of-Ireland-Kirche eine nationale (Grund-)Schule und einen Pub.

## Geschichte
Im November 1641 wurde hier die Schlacht von Julianstown während der Irischen Rebellion geschlagen. Julianstown ist insofern von lokaler Bedeutung, als sich dort eine Brücke über den Fluss Nanny an der Straße zwischen Dublin und Belfast spannt. Eine der frühesten Erwähnungen von Julianstown erinnert an die Schlacht von Julianstown im Jahr 1641, die in der Nähe der Brücke stattfand. An der Brücke befindet sich eine Gedenktafel, die in den 1960er Jahren von Billy Butlin gewidmet wurde.
Julianstown war der Sitz der Familie Moore, die in Julianstown House lebte und das Land besaß, das heute das Townland Julianstown West umfasst. Die Straßenkarte von Irland von Taylor und Skinner aus dem Jahr 1783 verweist auf den Sitz der Familie Moore und zeigt auch die Kirche der Church of Ireland, die heute noch steht. Es gibt nur wenige Hinweise auf andere Besiedlungen zu dieser Zeit. Die Moores pachteten das Land von anglo-irischen Grundbesitzern, darunter Anna Disney, die Frau von Brabazon William Disney, Dekan von Armagh. Das Land, auf dem sich das heutige Dorf befindet, wurde 1763 von William Moore an Francis und Mary Thornburgh (geborene Moore) verpachtet. Im Jahr 1856 machte Pepper seinen Pachtvertrag gemäß der damaligen Gesetzgebung unbefristet, und ein Großteil des Dorfzentrums wurde von der Familie Pepper erbaut. Um 1889 wurden die Cottages im Dorf, die so genannten Swiss Cottages, für die Landarbeiter gebaut. Das ursprüngliche Gasthaus in Julianstown hieß Black Horse Inn und war eine Postkutschenschänke, wo sich heute der Lime Kiln Pub und das Restaurant befinden.
Ein wichtiger Teil des Erbes von Julianstown ist die Geschichte der Mühlen. Im 19. Jahrhundert waren vierzehn Mühlen entlang des Nanny in Betrieb, entweder Flachs- oder Getreidemühlen. Das Dorf wurde im frühen 19. Jahrhundert besiedelt, und 1869 gründete Bartholomew Tiernan auf dem an den Nanny River angrenzenden Land eine Schmiede; einige seiner für die Cottages in Auftrag gegebenen Metallarbeiten können noch heute besichtigt werden.